# Ibidion comatum
Ibidion comatum är en skalbaggsart som beskrevs av Audinet-serville 1834. Ibidion comatum ingår i släktet Ibidion och familjen långhorningar. Inga underarter finns listade i Catalogue of Life.